# Zaalvoetbal
Zaalvoetbal is een zaalsport, een zaalvariant van het voetbal. De sport wordt ook wel futsal genoemd, een woord dat is afgeleid van de Spaanse woorden 'fútbol' (voetbal) en 'sala' (zaal). Futsal of zaalvoetbal wordt gespeeld in een sporthal en met een plofbal (een voetbal maat 4 die bijna niet stuitert). Er wordt vijf tegen vijf gespeeld voor een periode van twee maal 30 minuten (BZVB) of twee maal 20' effectieve speeltijd. De sport kent eigen regels en de grootte van het speelveld is net als bij handbal, ongeveer 40 bij 20 meter.

## Geschiedenis
Zaalvoetbal is in de jaren 1930 ontstaan in Argentinië en waaide in de jaren 1960 over naar Nederland. Vanaf 1968 is zaalvoetbal onderdeel van de KNVB. Op 22 april 1977 speelde Nederland voor het eerst een interland en verloor met 7-3 in België.
Het eerste officiële FIFA Wereldkampioenschap Futsal was in 1989 in Nederland. Nederland verloor de finale van Brazilië dat ook de WK's van 1992 (Hongkong) en 1996 (Spanje) wist te winnen. Nederland eindigt respectievelijk als vijfde en zevende. In 1997 was het eerste officieuze EK in Spanje en in 1999 is het eerste EK dan officieel, wederom in Spanje.

## Regels die verschillen van het voetbal
- Geen buitenspelregel
- Intrappen in plaats van ingooien
- 2 keer terugspelen op de keeper is niet toegestaan (tenzij de tegenstander de bal heeft gehad of de bal uit is geweest.)
- De keeper mag de bal maar 4 seconden in zijn bezit hebben en moet derhalve de bal binnen 4 seconden wegspelen of binnen 4 seconden de middellijn gepasseerd hebben met de bal.
- Een speler die de rode kaart getoond krijgt wordt definitief verwijderd. Ook moet hij de zaal verlaten. Het team wordt pas weer met een speler aangevuld wanneer de 2 (indien gespeeld wordt volgens fifa-regels zoals ere- en eerstedivisie) of 5 minuten (indien gespeeld wordt volgens district regels zoals topklasse of lager) voorbij zijn of het team dat in overtal speelt scoort.
- Er zijn 5 (BZVB) of 9 (KBVB) wisselspelers toegestaan en er mag onbeperkt gewisseld worden.
- Vrije trappen hoeven niet genomen te worden na een fluitsignaal van de scheidsrechter, maar moeten binnen 4 seconden genomen worden. Uitzonderingen hierop zijn strafschoppen en andere situaties waarin de scheidsrechter aangeeft dat een bal nog niet genomen mag worden.
- De teams bestaan uit 5 spelers.

## Het speelveld

### Afmetingen
Het speelveld moet een rechthoek zijn; de lengte mag niet minder dan 25 meter en niet meer dan 42 meter bedragen; de breedte niet minder dan 18 en niet meer dan 25 meter. Voor internationale wedstrijden geldt een lengte tussen de 38 meter en 42 meter en een breedte tussen de 20 meter en 25 meter. Rondom het speelveld dient een obstakelvrije uitloopruimte van 2 meter te zijn. Voor bestaande hallen kan ontheffing worden verleend.

### Afbakening
Het speelveld moet, in overeenstemming met de plattegrond, afgebakend zijn door duidelijke lijnen. De lange lijnen heten zijlijnen, de korte heten doellijnen. Alle lijnen zijn minimaal 5 centimeter en maximaal 8 centimeter breed. Het speelveld wordt door een lijn, evenwijdig aan de doellijnen en even ver van beide doellijnen verwijderd, in twee gelijke helften gedeeld. Deze lijn heet de middenlijn. Het middelpunt van het speelveld moet duidelijk zijn aangegeven; dit punt heet middelpunt en rondom dit punt moet een cirkel met een straal van 3 meter zijn getrokken.
Voor de kleur van de belijning zijn er geen voorschriften, daar deze afhankelijk is van de kleur van de vloer. De lijnen dienen duidelijk te contrasteren met de vloer. De lijnen die de verschillende gebieden in het speelveld begrenzen, behoren tot die gebieden.

### Strafschoppen
Voor het strafschopgebied moet loodrecht op elke doellijn een cirkelboog getrokken worden op een afstand van 6 meter van de binnenkant van elke doelpaal en met een straal van 6 meter. Het bovenste deel van deze cirkelboog moet een lijn van 3 meter zijn, evenwijdig aan de doellijn tussen de doelpalen. De ruimte binnen deze cirkelboog heet het strafschopgebied. Tegenover het midden van de doellijn en even ver van beide doelpalen, op een afstand van 6 meter, gemeten langs een denkbeeldige lijn rechthoekig daarop, bevindt zich het strafschoppunt.

### De doelen
Op het midden van elke doellijn moeten de doelen zijn geplaatst, bestaande uit twee loodrecht staande palen, 3 meter van elkaar verwijderd (gemeten aan de binnenzijde) en verbonden door een horizontale doellat, waarvan de onderkant 2 meter boven de grond reikt. De breedte en dikte van de doelpalen en doellat moeten 8 centimeter zijn. De doelpalen en doellat hebben dezelfde breedte. De lijn tussen de doelpalen moet dezelfde breedte hebben als de doelpalen. Achter de doelen moeten aan doelpalen en doellat netten worden bevestigd. Gebogen stangen of andere bruikbare ondersteuning moeten als steun dienen voor het onderste gedeelte. De diepte van de doelen dient ten minste 1 meter te zijn. De achterzijden van de doelpalen moeten samenvallen met de buitenzijde van de doellijnen.
In het algemeen zullen de in de sporthallen aanwezige doelen gebruikt worden. Deze hebben de gestelde afmetingen, gelijk aan die voor zaalhandbal. De kleur van het doel dient duidelijk contrasterend te zijn ten opzichte van de achtergrond. Gebruikelijk is dat de kleur wit of rood-wit geblokt is, afhankelijk van de muren of afscheidingen van het speelveld achter de doelen. Het doel dient in elk geval duidelijk zichtbaar te zijn.
De doelen dienen tijdens de wedstrijd deugdelijk aan de speelvloer te zijn verankerd.
De scheidsrechter dient voor aanvang van de wedstrijd zich ervan te overtuigen dat de doelnetten op de juiste wijze aan de doelen zijn bevestigd. Indien de uitloopruimte groter is dan één meter dienen bij voorkeur doelen met een grotere diepte te worden gehanteerd. Onder doelvlak wordt verstaan het vlak, dat wordt begrensd door de achterkant van de doelpalen, doellat en doellijn.

### Wisselzone
Op de zijlijn aan de zijde van het veld waar de banken voor de wisselspelers staan en loodrecht op deze lijn moeten vier lijnen met een lengte van 80 centimeter getrokken worden (40 centimeter binnen en 40 centimeter buiten het speelveld) op een afstand van 5 meter en 10 meter aan weerszijden van de middenlijn. Spelers die gedurende een spelerswisseling het speelveld verlaten en betreden, moeten dat doen in dat gedeelte van de eigen speelhelft dat tussen die twee lijnen van 80 centimeter ligt.

### Hoekschopgebied
Binnen het speelveld mag een kwartcirkel worden aangebracht met een straal van 25 centimeter, gemeten vanaf de vier snijpunten van doellijn en zijlijn.

### Lijn
Buiten het speelveld op 5 meter afstand van het snijpunt van doellijn en zijlijn mag loodrecht op de doellijn een lijn van 40 centimeter worden aangebracht om er voor te zorgen dat de afstand van 5 meter in acht wordt genomen. Is er een kwartcirkel aangebracht, dan dient deze lijn op 5,25 meter te worden aangebracht van het snijpunt doellijn/zijlijn.

### Materiaal
Indien in de betreffende sporthal of de gelegenheid waarin futsal wordt gespeeld, geen EHBO kamer of goedgekeurde verbandtrommel aanwezig is, dient het organiserende district bij wedstrijden voor de aanwezigheid van een verbandtrommel zorg te dragen.

### Speelveld
Het speelveld dient te zijn afgestemd op het gedrag van het menselijk lichaam; dient medisch verantwoord sporten mogelijk te maken; dient afgestemd te zijn op het gedrag van de bal en dient niet beïnvloed te worden door het sportgebruik, klimaat, onderhoudsmaatregelen en gebruik van toestellen. De KNVB bepaalt van tijd tot tijd welke typen speelvelden voldoen aan bovengenoemde criteria.

## Zaalvoetbal in Nederland
Sinds het seizoen 2012-2013 kent Nederland landelijk drie competitieniveaus. De hoogste competitie is de Eredivisie, waaronder twee  Eerste Divisies zitten. Onder elk van de Eerste Divisies staan vervolgens drie Topklassen. Hoewel de Topklassen onder bij de landelijke competities behoren, wordt het competitieverloop van de zes Topklassen door de zes verschillende KNVB-districten georganiseerd.
Sinds het seizoen 2014-2015 kent Nederland landelijk een eredivisie vrouwen.
Onder de landelijke competities hebben de zes KNVB-Districten ieder nog (afhankelijk van het district) vijf tot acht competitieniveaus. De hoogste districtscompetitie is de Hoofdklasse. Daarop volgen de eerste tot en met (afhankelijk van het district) de zevende klasse.
Naast de reguliere competities worden zowel op landelijk, als ook op districtsniveau bekercompetitie georganiseerd door de KNVB.

## Zaalvoetbal in België
De zaalvoetbalwereld in België is opgedeeld in vier delen. De BZVB (Belgische Zaalvoetbalbond), Futsal KBVB (Koninklijke Belgische Voetbalbond), de Liefhebbers Zaalvoetbal Cup en de regionale liga's, die meestal hun oorsprong kennen binnen de BZVB. Naast zaalvoetbal wordt in België ook minivoetbal gespeeld.

#### BZVB
De Belgische Zaalvoetbalbond ontstond in 1968 en is sinds de oprichting de grootste zaalvoetbalorganisatie in België. De BZVB maakt een indeling tussen nationale, regionale en provinciale reeksen. De regionale en provinciale reeksen vallen onder de Vlaamse Zaalvoetbalbond (VZVB) en de Franstalige Zaalvoetbalbond (LFFS). De VZVB en LFFS organiseren ook jeugdreeksen en tellen meer dan 4000 jeugdleden samen.
De bekendste clubs in België binnen de BZVB zijn.
- GS Hoboken Ster
- HCTE Domi Manage
- ZVC Assebroeke
- AS CF Schaerbeek
- Atlas Liège
- SO Jeunes Dour
- Futsal IP Hannut

#### Futsal KBVB
De Futsal KBVB is een zaalvoetbalbond met nationale en provinciale reeksen. Action 21 Charleroi was een van de beste clubs ter wereld, maar werd in 2011 uitgesloten wegens 'administratieve problemen'.
Morlanwelz en Futsal Topsport Antwerpen zijn de andere topclubs.
De bekendste clubs in België binnen de KBVB zijn:
- FT Charleroi
- RSCA Futsal
- Futsal Topsport Antwerpen
- Real Elmos Herentals
- zvc Renolim Borgloon
- Krijnen Keukens Malle
- FULL Hasselt.

#### Liefhebbers Zaalvoetbal Cup
De Liefhebbers Zaalvoetbal Cup werd opgericht in 2003 als alternatief voor de twee traditionele bonden. De nadruk wordt er gelegd op een eenvoudige, betaalbare competitie die volledig gericht is op fairplay. Opmerkelijk is dat de scheidsrechters werden afgeschaft omdat zij volgens de Liefhebbers Zaalvoetbal Cup niet bijdragen tot sportievere wedstrijden.
De Liefhebbers Zaalvoetbal Cup organiseert competities in alle Vlaamse provincies en in het Brussels Hoofdstedelijk Gewest. In het seizoen 2021-2022 waren er 880 clubs aangesloten.

#### Regionale liga's
Naast de drie bonden zijn er een aantal regionale liga's. In deze liga's spelen vaak de topspelers van een bepaalde streek.